# Шеремета Петро Михайлович
Петро Михайлович Шеремета (22 січня 1897, с. Пуків, Австро-Угорщина, нині Івано-Франківського району Івано-Франківської області — 11 листопада 1922, м. Чортків, Польща, нині Тернопільської області) — український і радянський діяч військовий діяч, диверсант, четар УСС і УГА.
Командир більшовицького диверсійного загону, укомплектований комунізованими галичанами, озброєних і перекинутих з території УСРР на контрольовані Польщею терени Галичини в жовтні 1922 для проведення пропагандистської та диверсійної роботи напередодні виборів до польського Сейму 1922 року.
Після відступу УГА за Збруч — в об'єднаній українській армії. Член керівника пластового органу в УНР — Голова Пластової Ради у м. Кам'янець-Подільський (1920, нині Хмельницької области).  
У січні 1920 року перейшов на бік Червоної армії і у складі 44-ї стрілецької дивізії брали участь у боях проти військ Польщі. Був командиром більшовицького диверсійного загону «Червона дванадцятка», сформованого з колишніх вояків 1-ї бригади УСС Української галицької армії. Його заступниками були Степан Мельничук та Іван Цепко. Наприкінці жовтня 1922 року під час бою в с. Голігради загинув Іван Цепко, а Петро Шеремета потрапив у полон.  
Рештки групи на чолі з Степаном Мельничуком були оточені поблизу м. Заліщики й після бою потрапили в полон. За вироком польського військового суду в місті Чортків 11 листопада 1922 року було страчено Петра Шеремету та Степана Мельничука. 

## Вшанування пам'яті
На честь Петра Шеремети названа вулиця у Чорткові.
У Львові колишня назва вулиці Шеремети, тепер вулиця Левка Лук'яненка.